# Evelyn Colyer
Evelyn Lucy Colyer senere Munro (16. august 1902 - 4. november 1930) var en britisk tennisspiller som deltog i OL 1924 i Paris.
Colyer vandt en bronzemedalje i tennis under OL 1924 i Paris. Hun kom på en tredjeplads i doubletuneringen for kvinder sammen med Dorothy Shepherd-Barron.